# Division Nationale 2005-2006
La Division Nationale 2005-2006 è stata la novantaduesima edizione della massima serie del campionato lussemburghese di calcio. È iniziata il 6 agosto 2005 e si è conclusa il 28 maggio 2006. Il F91 Dudelange ha vinto il campionato per la quinta volta, la seconda consecutiva. Capocannoniere del torneo è stato Fatih Sözen, calciatore del Grevenmacher, con 23 reti.

## Stagione

### Novità
Dalla Division Nationale 2004-2005 erano stati retrocessi l'Union Luxembourg e lo Spora Luxembourg, mentre dalla Éirepromotioun 2004-2005 erano stati promossi il Käerjeng 97 e il Rumelange.
Dalla fusione di Spora Luxembourg, Union Luxembourg e CS Alliance 01 Luxembourg è stato fondato il RU Luxembourg, che è stato iscritto in Division Nationale grazie al titolo sportivo del CS Alliance 01 Luxembourg.

### Formula
Il campionato si componeva di due fasi. Nella prima fase le dodici squadre partecipanti si sono affrontate in un girone all'italiana con partite di andata e ritorno per un totale di 22 giornate. Al termine della prima fase, le prime quattro classificate sono state ammesse a una poule per il titolo, mentre le altre otto sono state suddivise in due gironi per stabilire le retrocessioni. Nella seconda fase le squadre mantengono i punti conquistati nella prima fase. Nella poule per il titolo la prima classificata era designata campione del Lussemburgo e ammessa al primo turno preliminare della UEFA Champions League 2006-2007. La squadra seconda classificata veniva ammessa in Coppa UEFA 2006-2007, assieme alla vincitrice della coppa nazionale. Un ulteriore posto veniva assegnato per la partecipazione alla Coppa Intertoto 2006. Nella poule per la salvezza le ultime classificate dei due gironi affrontavano terza e quarta di Éirepromotioun in play-off promozione/retrocessione.

## Squadre partecipanti
| Squadra            | Città            | Stagione precedente                                          |
| ------------------ | ---------------- | ------------------------------------------------------------ |
| Avenir Beggen      | Beggen           | 3º posto nel girone retrocessione B della Division Nationale |
| Etzella Ettelbruck | Ettelbruck       | 2º posto nella Division Nationale                            |
| F91 Dudelange      | Dudelange        | Campione del Lussemburgo                                     |
| Grevenmacher       | Grevenmacher     | 2º posto nel girone retrocessione A della Division Nationale |
| Jeunesse Esch      | Esch-sur-Alzette | 3º posto nella Division Nationale                            |
| Käerjeng 97        | Bascharage       | 1º posto in Éirepromotioun                                   |
| Pétange            | Pétange          | 2º posto nel girone retrocessione B della Division Nationale |
| RU Luxembourg      | Lussemburgo      | -                                                            |
| Rumelange          | Rumelange        | 2º posto in Éirepromotioun                                   |
| Swift Hesperange   | Hesperange       | 1º posto nel girone retrocessione B della Division Nationale |
| Victoria Rosport   | Rosport          | 4º posto nella Division Nationale                            |
| Wiltz 71           | Wiltz            | 3º posto nel girone retrocessione A della Division Nationale |

## Prima fase

### Classifica finale
|  | Pos. | Squadra            | Pt | G  | V  | N | P  | GF | GS | DR  |
|  | ---- | ------------------ | -- | -- | -- | - | -- | -- | -- | --- |
|  | 1.   | F91 Dudelange      | 51 | 22 | 16 | 3 | 3  | 63 | 15 | +48 |
|  | 2.   | Jeunesse Esch      | 44 | 22 | 14 | 2 | 6  | 49 | 19 | +30 |
|  | 3.   | Etzella Ettelbruck | 40 | 22 | 13 | 1 | 8  | 48 | 36 | +12 |
|  | 4.   | Grevenmacher       | 38 | 22 | 12 | 2 | 8  | 51 | 27 | +24 |
|  | 5.   | Wiltz 71           | 34 | 22 | 9  | 7 | 6  | 36 | 27 | +9  |
|  | 6.   | Käerjeng 97        | 34 | 22 | 10 | 4 | 8  | 36 | 33 | +3  |
|  | 7.   | RU Luxembourg      | 34 | 22 | 10 | 4 | 8  | 31 | 30 | +1  |
|  | 8.   | Pétange            | 32 | 22 | 10 | 2 | 10 | 29 | 33 | -4  |
|  | 9.   | Swift Hesperange   | 26 | 22 | 6  | 8 | 8  | 31 | 37 | -6  |
|  | 10.  | Victoria Rosport   | 23 | 22 | 6  | 5 | 11 | 24 | 42 | -18 |
|  | 11.  | Rumelange          | 12 | 22 | 3  | 3 | 16 | 20 | 58 | -38 |
|  | 12.  | Avenir Beggen      | 5  | 22 | 0  | 5 | 17 | 10 | 71 | -61 |

Legenda:
      Ammesse alla poule per il titolo.
      Ammessa al girone retrocessione A.
      Ammessa al girone retrocessione B.
Note:
Tre punti a vittoria, uno a pareggio, zero a sconfitta.

## Poule per il titolo

### Classifica finale
|  | Pos. | Squadra            | Pt | G  | V  | N | P  | GF | GS | DR  |
|  | ---- | ------------------ | -- | -- | -- | - | -- | -- | -- | --- |
|  | 1.   | F91 Dudelange      | 64 | 28 | 20 | 4 | 4  | 83 | 22 | +61 |
|  | 2.   | Jeunesse Esch      | 53 | 28 | 17 | 2 | 9  | 58 | 36 | +22 |
|  | 3.   | Etzella Ettelbruck | 49 | 28 | 16 | 1 | 11 | 59 | 47 | +12 |
|  | 4.   | Grevenmacher       | 42 | 28 | 13 | 3 | 12 | 58 | 39 | +19 |

Legenda:
      Campione del Lussemburgo e ammessa alla UEFA Champions League 2006-2007.
      Ammessa alla Coppa UEFA 2006-2007.
      Ammessa alla Coppa Intertoto 2006.
Note:
Tre punti a vittoria, uno a pareggio, zero a sconfitta.

## Girone retrocessione A

### Classifica finale
|  | Pos. | Squadra          | Pt | G  | V  | N | P  | GF | GS | DR  |
|  | ---- | ---------------- | -- | -- | -- | - | -- | -- | -- | --- |
|  | 1.   | Wiltz 71         | 47 | 28 | 13 | 8 | 7  | 49 | 36 | +13 |
|  | 2.   | RU Luxembourg    | 41 | 28 | 12 | 5 | 11 | 40 | 39 | +1  |
|  | 3.   | Swift Hesperange | 36 | 28 | 9  | 9 | 10 | 41 | 44 | -3  |
|  | 4.   | Rumelange        | 16 | 28 | 4  | 4 | 20 | 25 | 70 | -45 |

Legenda:
 Ammessa ai play-off promozione/retrocessione.
Note:
Tre punti a vittoria, uno a pareggio, zero a sconfitta.

## Girone retrocessione B

### Classifica finale
|  | Pos. | Squadra          | Pt | G  | V  | N | P  | GF | GS | DR  |
|  | ---- | ---------------- | -- | -- | -- | - | -- | -- | -- | --- |
|  | 1.   | Pétange          | 40 | 28 | 12 | 4 | 12 | 39 | 40 | -1  |
|  | 2.   | Käerjeng 97      | 37 | 28 | 10 | 7 | 11 | 44 | 46 | -2  |
|  | 3.   | Victoria Rosport | 32 | 28 | 8  | 8 | 12 | 34 | 50 | -16 |
|  | 4.   | Avenir Beggen    | 17 | 28 | 4  | 5 | 19 | 18 | 79 | -61 |

Legenda:
 Ammessa ai play-off promozione/retrocessione.
Note:
Tre punti a vittoria, uno a pareggio, zero a sconfitta.

## Spareggi promozione-retrocessione
|               | Risultati             |             | Luogo e data                |
| ------------- | --------------------- | ----------- | --------------------------- |
| Avenir Beggen | 2 - 3 (dts)           | Mondercange | Junglinster, 28 maggio 2006 |
|               |                       |             |                             |
| Rumelange     | 0 - 0 (dts) (3-4 dtr) | Mamer 32    | Schifflange, 28 maggio 2006 |
|               |                       |             |                             |

## Statistiche

### Classifica marcatori
| Gol |  |  | Giocatore          | Squadra            |
| --- |  |  | ------------------ | ------------------ |
| 23  |  |  | Fatih Sözen        | Grevenmacher       |
| 22  |  |  | Joris Di Gregorio  | F91 Dudelange      |
| 22  |  |  | Fabrizio Rosamilia | Wiltz 71           |
| 18  |  |  | Daniel Huss        | Grevenmacher       |
| 17  |  |  | Rudy Marchal       | Jeunesse Esch      |
| 16  |  |  | Daniel da Mota     | Etzella Ettelbruck |
| 16  |  |  | Stéphane Martine   | F91 Dudelange      |